# Stazione di Ōebashi
La stazione di Ōebashi (大江橋駅?, Ōebashi-eki) è una stazione ferroviaria delle Ferrovie Keihan situata nel quartiere di Kita-ku di Osaka, in Giappone. La stazione è servita dalla linea Keihan Nakanoshima ed è dotata di 2 binari passanti sotterranei.

## Linee e servizi

### Treni
Ferrovie Keihan
● Linea Keihan Nakanoshima

## Struttura
La stazione è costituita da un marciapiede a isola centrale servente due binari passanti al terzo piano sotterraneo. Il mezzanino di accesso con i tornelli si trova al secondo piano sotterraneo. Come le altre della linea Nakanoshima, anche la stazione di Ōebashi possiede molti dettagli di realizzazione in legno.
| 1 | ● Linea Keihan Nakanoshima | per Kyōbashi, Hirakatashi, Chūshojima, Sanjō e Demachiyanagi (ora di punta) |
| 2 | ● Linea Keihan Nakanoshima | per Nakanoshima                                                             |

## Stazioni adiacenti
| «                        | Servizio                 | »                        |
| Linea Keihan Nakanoshima | Linea Keihan Nakanoshima | Linea Keihan Nakanoshima |
| ------------------------ | ------------------------ | ------------------------ |
| Watanabebashi            | Tutti i treni            | Naniwabashi              |